# François Coli
 (janvier 2022).
Si vous disposez d'ouvrages ou d'articles de référence ou si vous connaissez des sites web de qualité traitant du thème abordé ici, merci de compléter l'article en donnant les références utiles à sa vérifiabilité et en les liant à la section « Notes et références ».
Pour les articles homonymes, voir Coli.
François Coli est un pilote d'avion français, né le 5 juin 1881 à Marseille et disparu dans l'océan Atlantique le 8 mai 1927 avec Charles Nungesser lors de leur tentative de traversée de l'Atlantique en avion.

## Biographie
Issu d'une famille de marins corses, François Coli s'inscrit à l'École nationale de la Marine marchande. À l'âge de 24 ans, il obtient son brevet supérieur de capitaine au long cours, le 11 août 1905, et devient capitaine de la marine marchande. Il se marie et a trois filles. 

### Première Guerre mondiale
Lorsque la guerre éclate en 1914, Coli revient expressément d'Argentine pour s'engager et cherche à entrer dans la Marine, en vain. Déçu, il s’engage dans l’infanterie le 13 octobre 1914 comme simple fantassin au 278e régiment d'infanterie. En l'espace de six mois, il gravit tous les grades et est nommé capitaine le 19 juin 1915, mais après deux blessures graves et une citation à l'ordre de la 123e brigade, il est déclaré inapte au combat et se fait muter dans l'aviation le 19 janvier 1916. Quatre mois plus tard, le 16 mai 1916, il obtient son brevet de pilote. Le 13 novembre, il rejoint l'escadrille no 62, surnommée l’« escadrille des Coqs », dont il prend le commandement en février 1917. Le 19 mars, il reçoit sa deuxième citation à l'ordre de la 6e armée. Le 21 juin, en panne de moteur, son avion s'écrase à l'atterrissage ; Coli est blessé au visage. Le 14 juillet, il est nommé chevalier de la Légion d'honneur. Le 24 octobre, il reçoit sa troisième citation à l'ordre de la 6e armée. Le 10 novembre, le général Pétain remet à l'unité la fourragère aux couleurs de la croix de guerre 1914-1918. Le 10 mars 1918, de retour de mission, en panne de moteur, son avion s'écrase sur un hangar. Il perd l'œil droit dans le crash, ce qui ne l'empêche pas de continuer à voler. Il termine la guerre en tant que capitaine d’escadrille et décoré de la croix de guerre avec dix citations et officier de la Légion d'honneur, mais avec de nombreux traumatismes, dont la perte de l’œil droit.

### Raids aériens

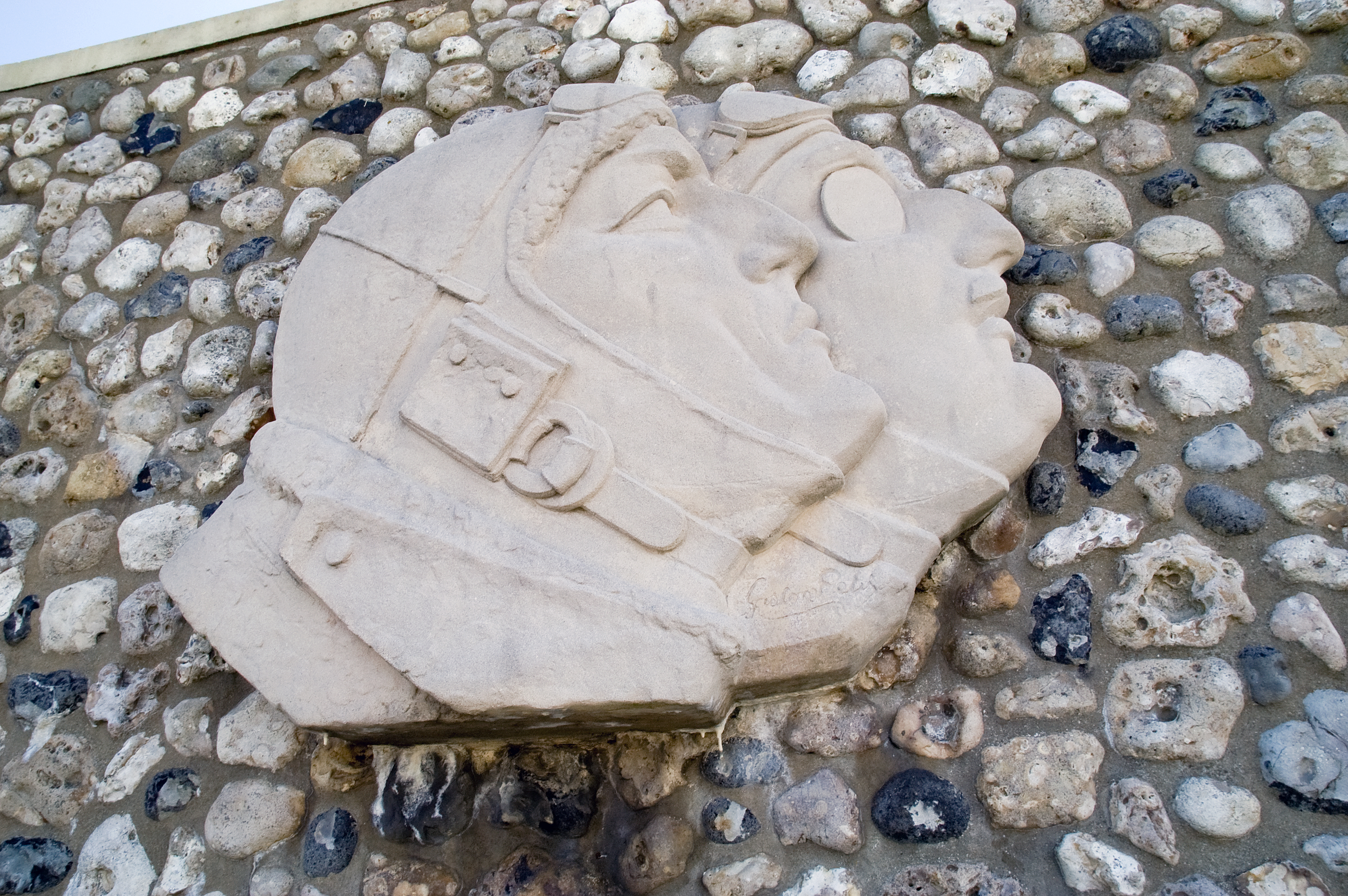
Monument dédié à Nungesser et Coli à Étretat.

Le 26 janvier 1919, il réussit avec le lieutenant Henri Roget comme pilote, la double traversée de la mer Méditerranée – Miramas-Alger-Rosas (Espagne) — à bord de son avion et bat le record de distance en ligne droite.
Le 24 mai 1919, il tente avec le lieutenant Roget de relier Villacoublay, près de Paris, à Dakar. Une violente tempête oblige les deux hommes à se poser en catastrophe à Kénitra (Maroc) après 1 750 km, battant un nouveau record de distance sans escale.
En 1920, Coli effectue avec Joseph Sadi-Lecointe le tour du bassin occidental de la Méditerranée.
À partir de 1923, il travaille avec Paul Tarascon à la liaison Paris-New York par l'Atlantique nord. Les deux hommes sont les premiers aviateurs à s'inscrire pour le prix Orteig en 1925, mais au cours des essais, la foudre détruit leur avion Potez 25. François Coli joint alors ses efforts à ceux de Charles Nungesser pour relier Paris à New York par la voie des airs à bord de l'Oiseau Blanc construit par la firme Levasseur. Les deux hommes disparaîtront lors de leur tentative, le 8 mai 1927, sans que l'on sache s'ils se sont abîmés dans l'océan ou en Amérique du Nord, victimes des hommes d'Al Capone, en étant les témoins d'un trafic, en pleine période de prohibition.
En 1924, il se rendit acquéreur de la mine de fer de Diélette (Manche) pour 6,1 millions de francs et promit de la remettre en service.
Il a disparu le 8 mai 1927 avec Charles Nungesser, lors de la première tentative de traversée aérienne de l'océan Atlantique Nord sans escale entre Paris et New York, après avoir probablement atteint Saint-Pierre-et-Miquelon.

## Distinctions
- Officier de la Légion d'honneur par décret ministériel du 17 septembre 1918, rang du 13 juillet 1918 (chevalier de la légion d'honneur le 12 juillet 1917, rang du 10 juillet 1917)[6]
- Croix de guerre 1914-1918 française

## Hommages, postérité

### Monuments

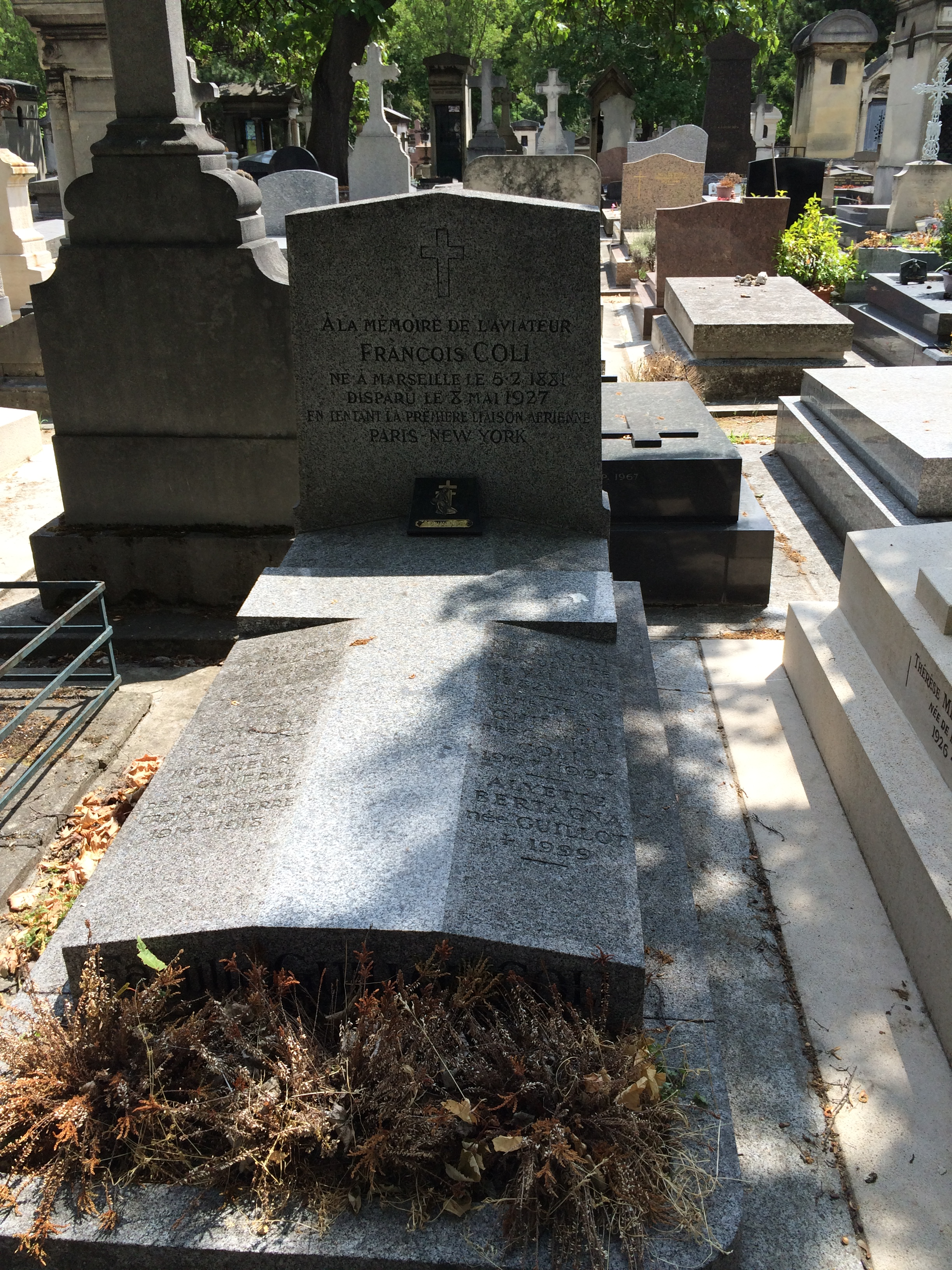
Sépulture à la mémoire de François Coli au cimetière du Montparnasse (div. 11), à Paris.

Un cénotaphe à la mémoire de François Coli a été érigé dans le cimetière du Montparnasse (division 11).

### Voies
En France, plusieurs voies portent le nom de Coli ou de Nungesser et Coli :
- une rue de Paris rend hommage à Nungesser ainsi qu'à Coli, la rue Nungesser-et-Coli dans le XVIe arrondissement, avec depuis 2017 la mention « ont traversé l'Atlantique les 8 et 9 mai 1927, naufragés devant Saint-Pierre-et-Miquelon »[8] ;
- la ville de Reims (Marne) possède une rue nommée Nungesser-et-Coli, avec la mention « Aviateurs » ;
- une rue d'Arras (Pas-de-Calais), rue Nungesser-et-Coli, derrière la gare, leur rend également hommage ;
- une rue de Toulouse, près du boulevard Déodat-de-Severac, porte leurs noms ;
- une rue à Saulxures-les-Nancy, à proximité des rues Blériot, Guynemer, St-Exupéry et du terrain d'aviation, porte son nom ;
- une rue de Lyon, dans de 8e arrondissement, porte leurs noms ;
- une allée à Mandelieu (Alpes-Maritimes) porte son nom.
- à Montbéliard (Doubs), la rue Nungesser et Coli se trouve à proximité des rues Louis Blériot, Antoine de Saint-Exupéry, Hélène Boucher, Étienne Oehmichen et de l'Aérodrome de Montbéliard - Courcelles.
- Le club de football de Valenciennes a joué dans le stade Nungesser de 1929 à sa destruction en 2012 , a son emplacement , un nouveau centre nautique porte le nom du héros encadré par deux nouvelles rues d'accès : la rue François Coli et la rue de l'Oiseau Blanc

### Timbre
Timbre français de 0,40 F de 1967, Nungesser et Coli, 8 mai 1927, dessiné par Clément Serveau et gravé par Claude Durrens (Y&T no 1523).